# Afranthidium pentagonum
Afranthidium pentagonum är en biart som först beskrevs av Gussakovsky 1930.  Afranthidium pentagonum ingår i släktet Afranthidium och familjen buksamlarbin. Inga underarter finns listade i Catalogue of Life.